# Torneo di Wimbledon 2012 - Qualificazioni doppio maschile
Le qualificazioni del doppio  maschile del Torneo di Wimbledon 2012 sono state un torneo di tennis preliminare per accedere alla fase finale della manifestazione. I vincitori dell'ultimo turno sono entrati di diritto nel tabellone principale. In caso di ritiro di uno o più giocatori aventi diritto a questi sono subentrati i lucky loser, ossia i giocatori che hanno perso nell'ultimo turno ma che avevano una classifica più alta rispetto agli altri partecipanti che avevano comunque perso nel turno finale.

## Teste di serie
1. John Paul Fruttero /  Raven Klaasen (ultimo turno)
2. Sanchai Ratiwatana /  Sonchat Ratiwatana (ultimo turno, Lucky Losers)
3. Bobby Reynolds /  Izak van der Merwe (qualificati)
4. Hsieh Cheng-peng /  Lee Hsin-han (primo turno)

1. Andre Begemann /  Igor Zelenay (qualificati)
2. Colin Ebelthite /  John Peers (ultimo turno, Lucky Losers)
3. Nicholas Monroe /  Simon Stadler (primo turno)
4. Adrián Menéndez Maceiras /  Philipp Oswald (ultimo turno)

## Qualificati
1. Lewis Burton /  George Morgan
2. Bobby Reynolds /  Izak van der Merwe
3. Andre Begemann /  Igor Zelenay
4. Matthias Bachinger /  Tobias Kamke

## Lucky Losers
1. Sanchai Ratiwatana /  Sonchat Ratiwatana
2. Colin Ebelthite /  John Peers

## Tabellone qualificazioni

### Legenda
| - Q = Qualificato - WC = Wild card - LL = Lucky loser | - ALT = Alternate - SE = Special Exempt - PR = Protected Ranking | - w/o = Walkover - r = Ritirato - d = Squalificato |

### Sezione 1
|  | Primo turno | Primo turno                      | Primo turno | Primo turno | Primo turno |  |  | Finale | Finale                      | Finale                      | Finale | Finale |  |
|  |             |                                  |             |             |             |  |  |        |                             |                             |        |        |  |
|  | 1           | John Paul Fruttero Raven Klaasen | 7           | 4           | 3           |  |  |        |                             |                             |        |        |  |
|  |             | Rik De Voest Adil Shamasdin      | 62          | 6           | 6           |  |  |        | Rik De Voest Adil Shamasdin | Rik De Voest Adil Shamasdin | 4      | 2      |  |
|  |             | Jerzy Janowicz Jürgen Zopp       | 6           | 4           | 2           |  |  | 5      | Andre Begemann Igor Zelenay | Andre Begemann Igor Zelenay | 6      | 6      |  |
|  | 5           | Andre Begemann Igor Zelenay      | 4           | 6           | 6           |  |  |        |                             |                             |        |        |  |

### Sezione 2
|  | Primo turno | Primo turno                           | Primo turno                           | Primo turno | Primo turno |  |  | Finale | Finale                                | Finale                                | Finale                                | Finale |  |
|  |             |                                       |                                       |             |             |  |  |        |                                       |                                       |                                       |        |  |
|  | 2           | Sanchai Ratiwatana Sonchat Ratiwatana | Sanchai Ratiwatana Sonchat Ratiwatana | 7           | 7           |  |  |        |                                       |                                       |                                       |        |  |
|  |             | Olivier Charroin Rameez Junaid        | Olivier Charroin Rameez Junaid        | 63          | 64          |  |  | 2      | Sanchai Ratiwatana Sonchat Ratiwatana | Sanchai Ratiwatana Sonchat Ratiwatana | Sanchai Ratiwatana Sonchat Ratiwatana |        |  |
|  |             | Matthias Bachinger Tobias Kamke       | Matthias Bachinger Tobias Kamke       | 7           | 6           |  |  |        | Matthias Bachinger Tobias Kamke       | Matthias Bachinger Tobias Kamke       | Matthias Bachinger Tobias Kamke       | w/o    |  |
|  | 7           | Nicholas Monroe Simon Stadler         | Nicholas Monroe Simon Stadler         | 6           | 3           |  |  |        |                                       |                                       |                                       |        |  |

### Sezione 3
|  | Primo turno | Primo turno                       | Primo turno                       | Primo turno | Primo turno |  |  | Finale | Finale                            | Finale | Finale | Finale |  |
|  |             |                                   |                                   |             |             |  |  |        |                                   |        |        |        |  |
|  | 3           | Bobby Reynolds Izak van der Merwe | Bobby Reynolds Izak van der Merwe | 6           | 6           |  |  |        |                                   |        |        |        |  |
|  |             | Karol Beck Lovro Zovko            | Karol Beck Lovro Zovko            | 3           | 4           |  |  | 3      | Bobby Reynolds Izak van der Merwe | 7      | 3      | 11     |  |
|  |             | Ruben Bemelmans Daniel Brands     | 6                                 | 65          | 14          |  |  | 6      | Colin Ebelthite John Peers        | 62     | 6      | 9      |  |
|  | 6           | Colin Ebelthite John Peers        | 3                                 | 7           | 16          |  |  |        |                                   |        |        |        |  |

### Sezione 4
|  | Primo turno | Primo turno                   | Primo turno | Primo turno | Primo turno |  |  | Finale | Finale                     | Finale | Finale | Finale |  |
|  |             |                               |             |             |             |  |  |        |                            |        |        |        |  |
|  | 4           | Hsieh Cheng-peng Lee Hsin-han | 7           | 1           | 11          |  |  |        |                            |        |        |        |  |
|  | WC          | Lewis Burton George Morgan    | 69          | 6           | 13          |  |  | WC     | Lewis Burton George Morgan | 7      | 4      | 7      |  |
|  | WC          | David Rice Sean Thornley      | 62          | 7           | 3           |  |  | 8      | A Menéndez Philipp Oswald  | 6(1)   | 6      | 5      |  |
|  | 8           | A Menéndez Philipp Oswald     | 7           | 6           | 6           |  |  |        |                            |        |        |        |  |